# Port de Conakry
Le port de Conakry est un port d'exportation de bauxite et un port à conteneur, situé à Conakry en Guinée.
Il est classé premier port de l'Afrique de l'Ouest en 2021 par la Banque Mondiale et S&P Global Market Intelligence,.

## Histoire

Vues historiques (vers 1900-1910).
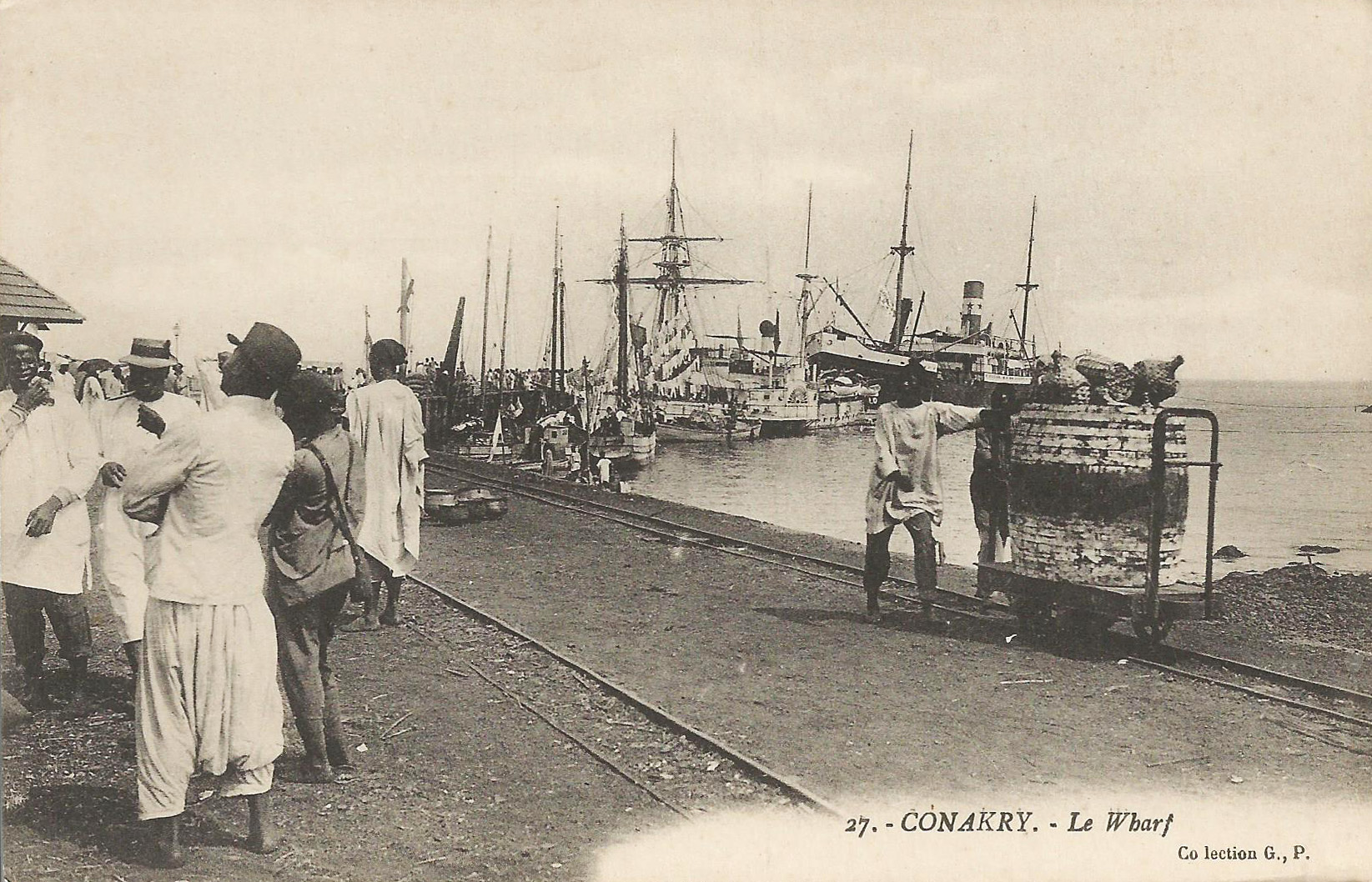
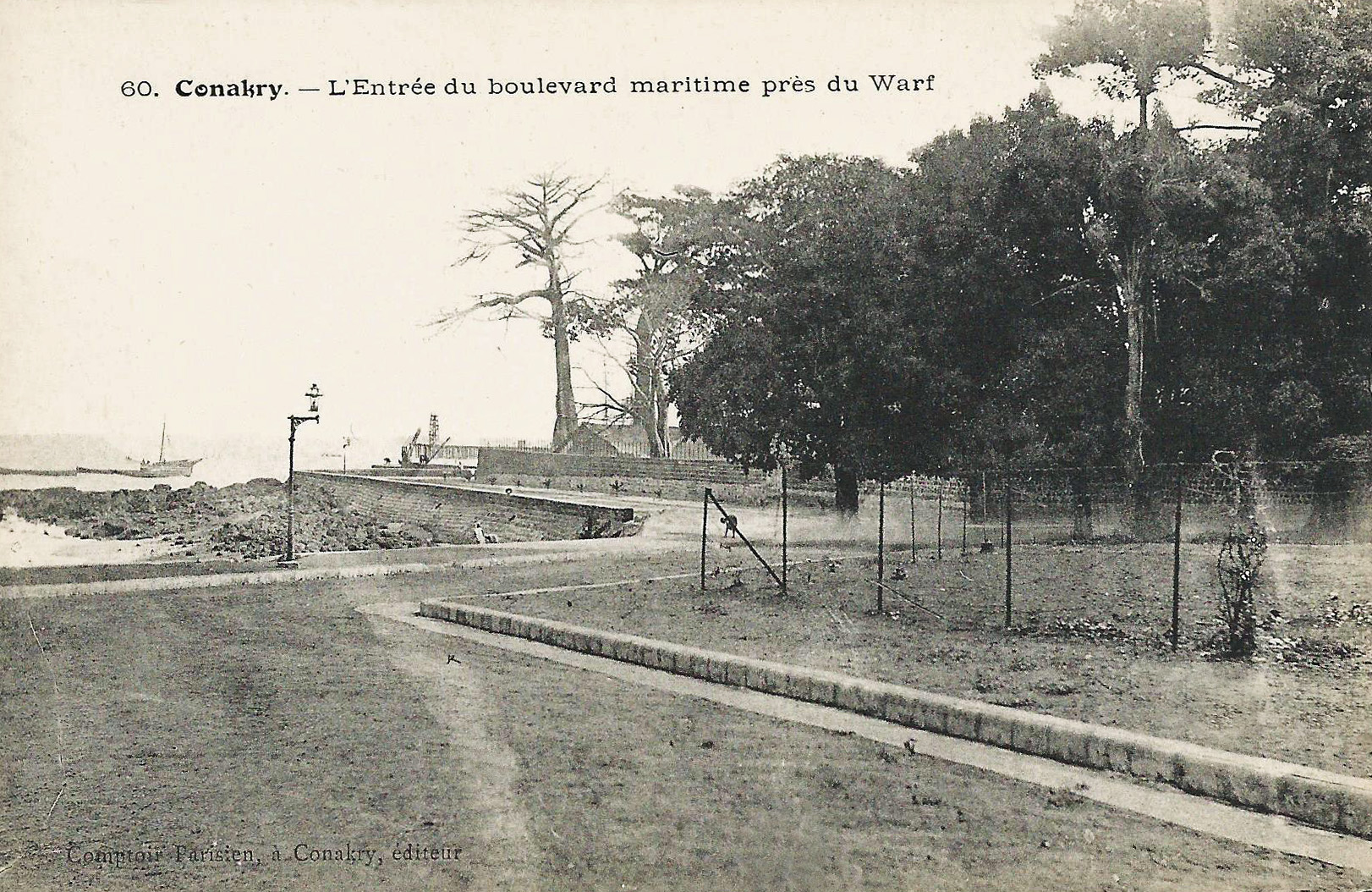
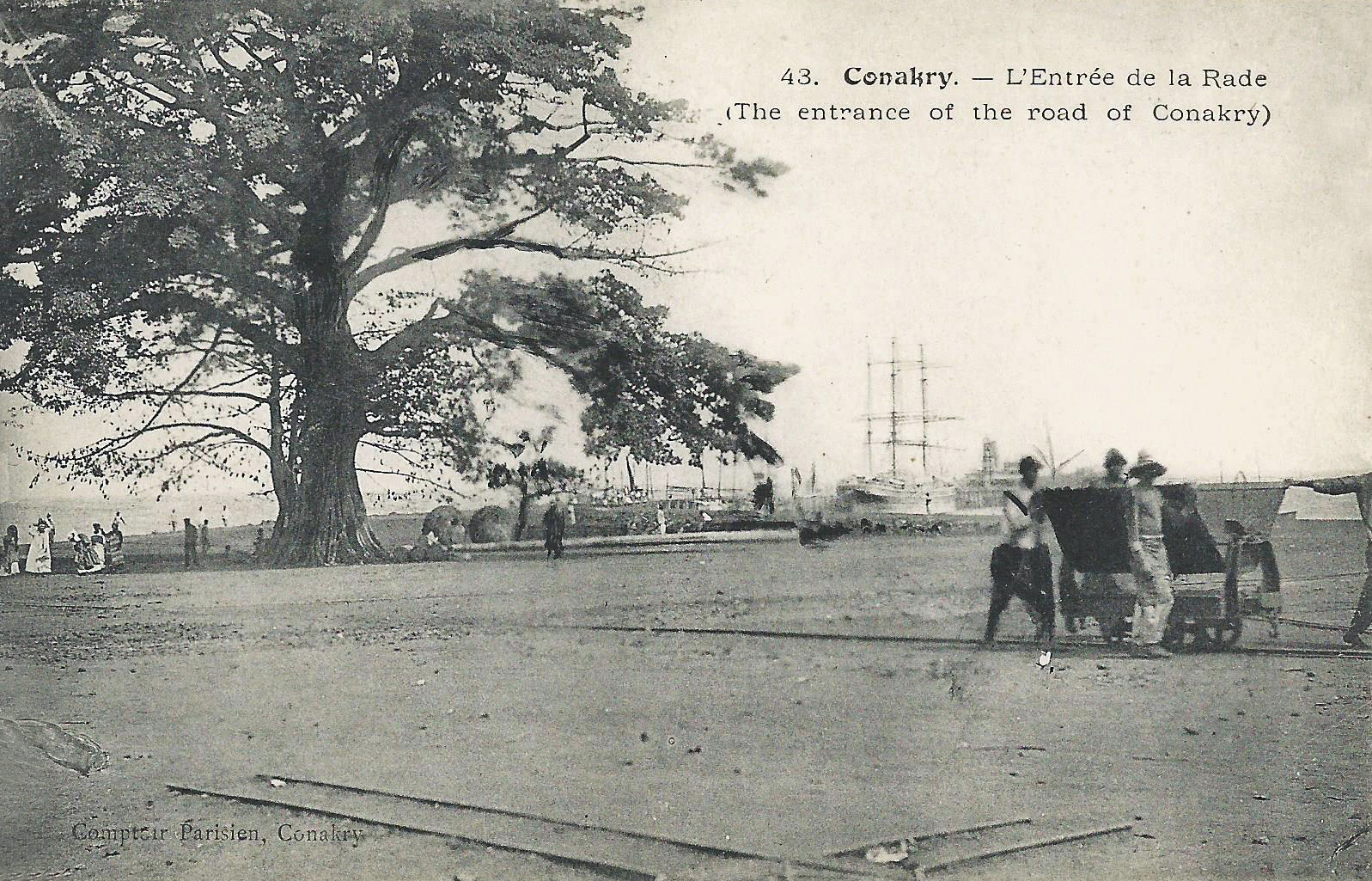
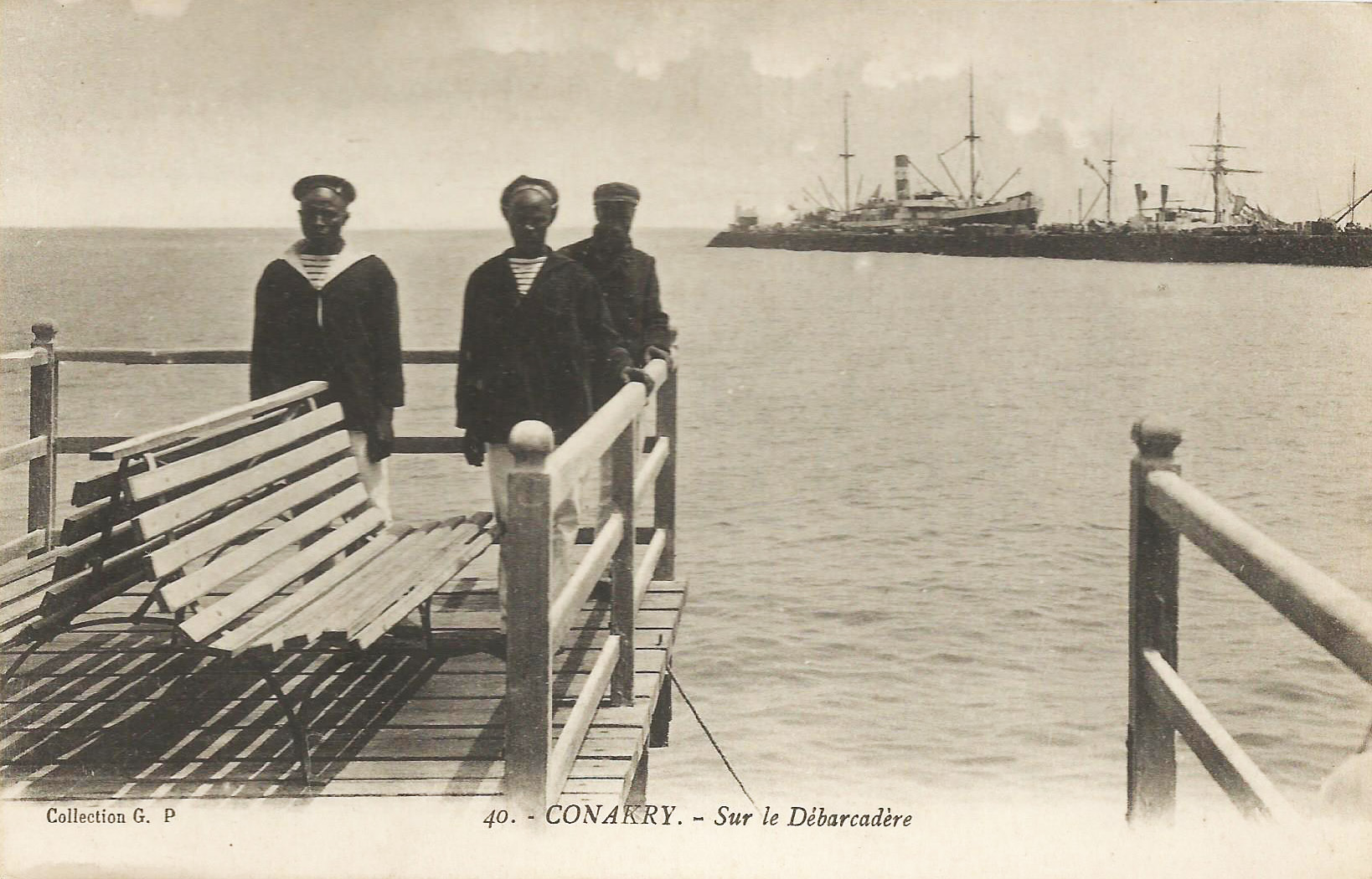

En 2008, le port à conteneur est concédé à la filiale Getma du groupe Necotrans, concession qui est annulée en 2011, par un décret.
En 2011, un partenariat public-privé est signé entre Bolloré et l'État guinéen pour l'extension du terminal à conteneur en échange d'une attribution de la gestion à l'entreprise du terminal à conteneur pendant 25 ans,.
Mi-mars 2011, Necotrans porte plainte contre Vincent Bolloré, PDG du groupe éponyme, l'accusant d'avoir financé la campagne électorale du président guinéen Alpha Condé en 2010. L'enquête ouverte par le parquet de Paris est classée sans suite.
En octobre 2013, Bolloré est condamné par le tribunal de commerce de Nanterre à payer 2,1 millions d'euros à l'entreprise Getma. « C'est donc au titre des "investissements effectivement réalisés par la société Getma" et qui "ont bénéficié au nouveau concessionnaire" que le tribunal de commerce de Nanterre fait payer la société Bolloré. ».

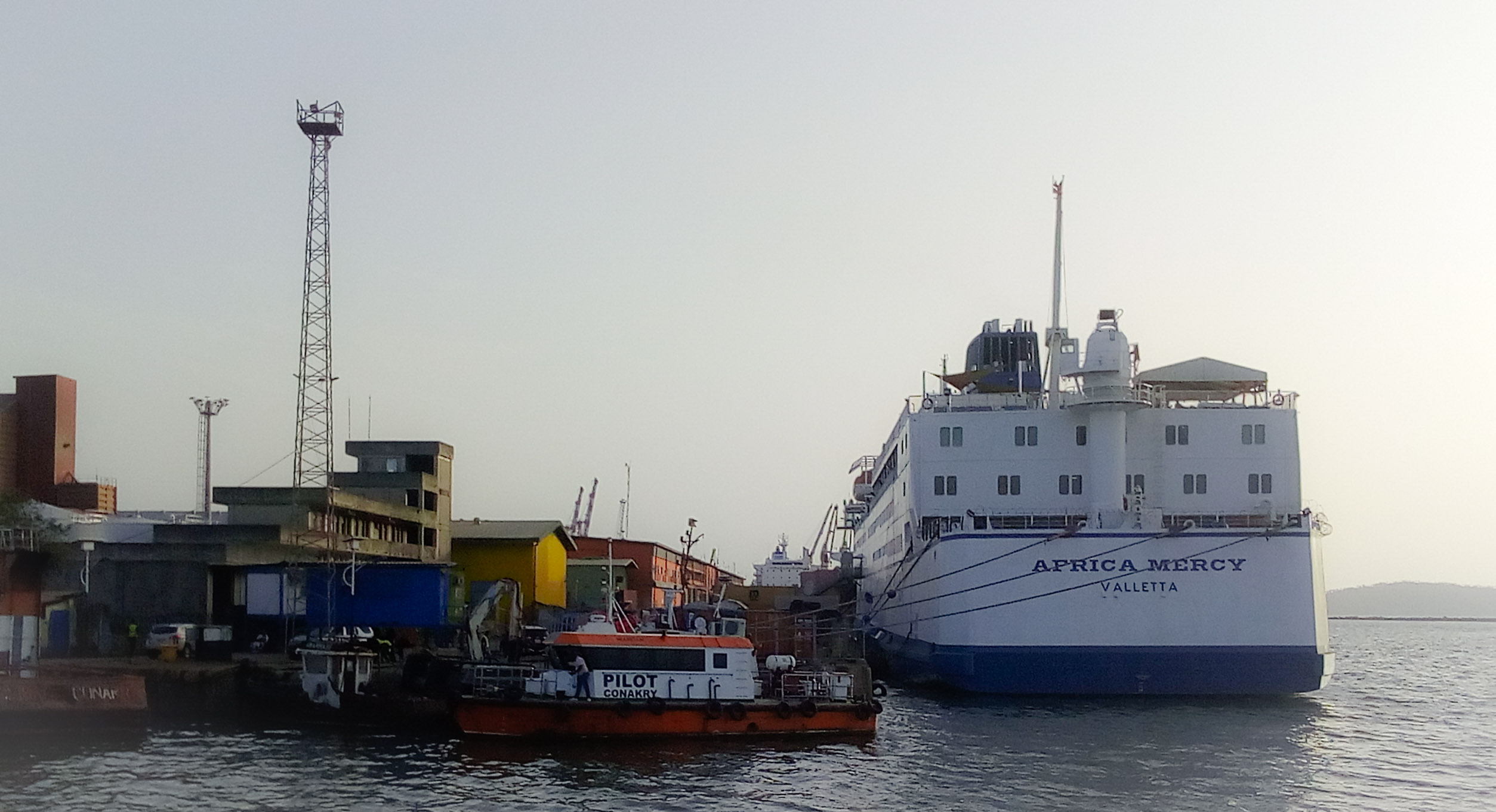
Le navire-hôpital Africa Mercy (2019).
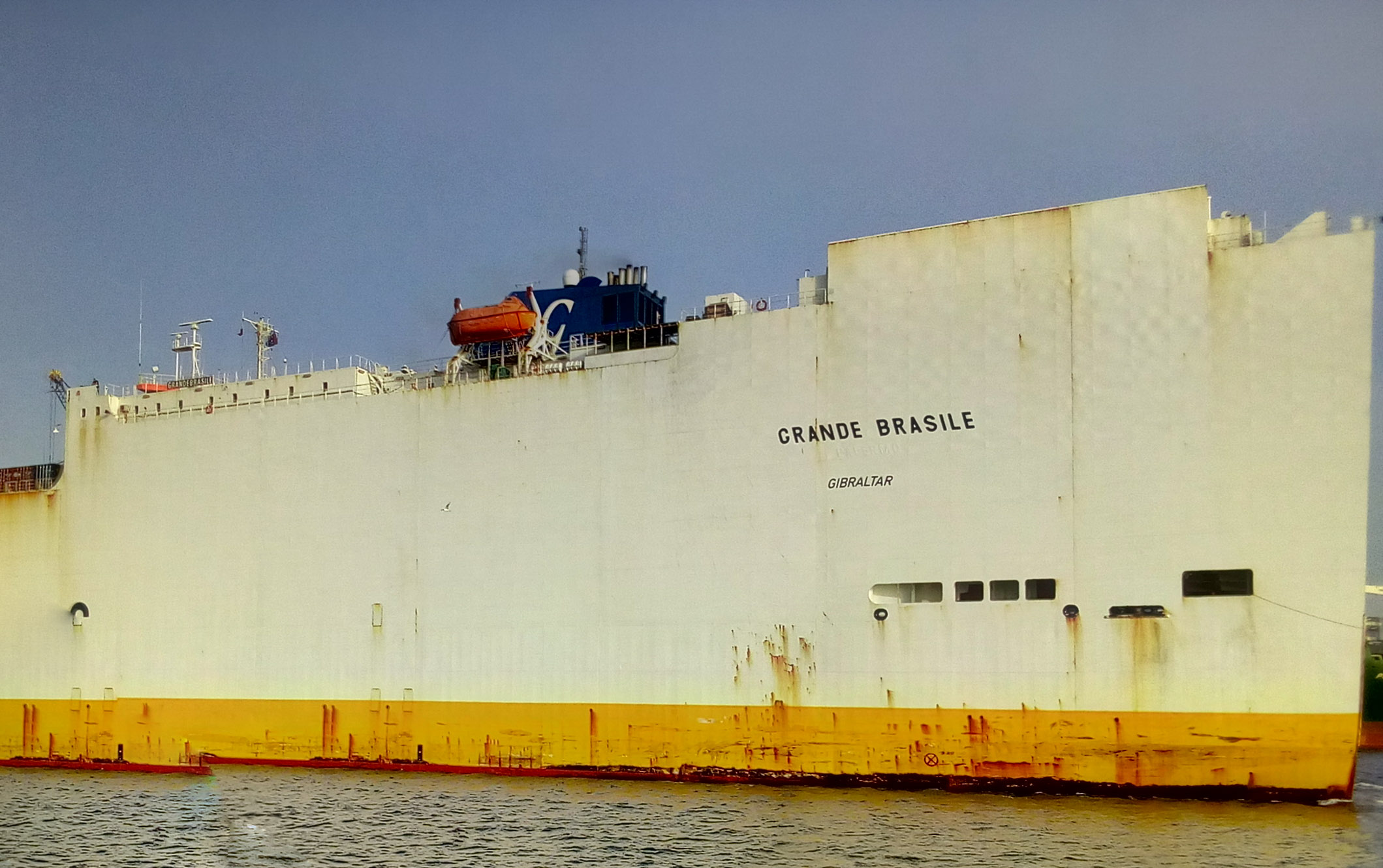
Le roulier Grande Brasile de Gibraltar (2019).
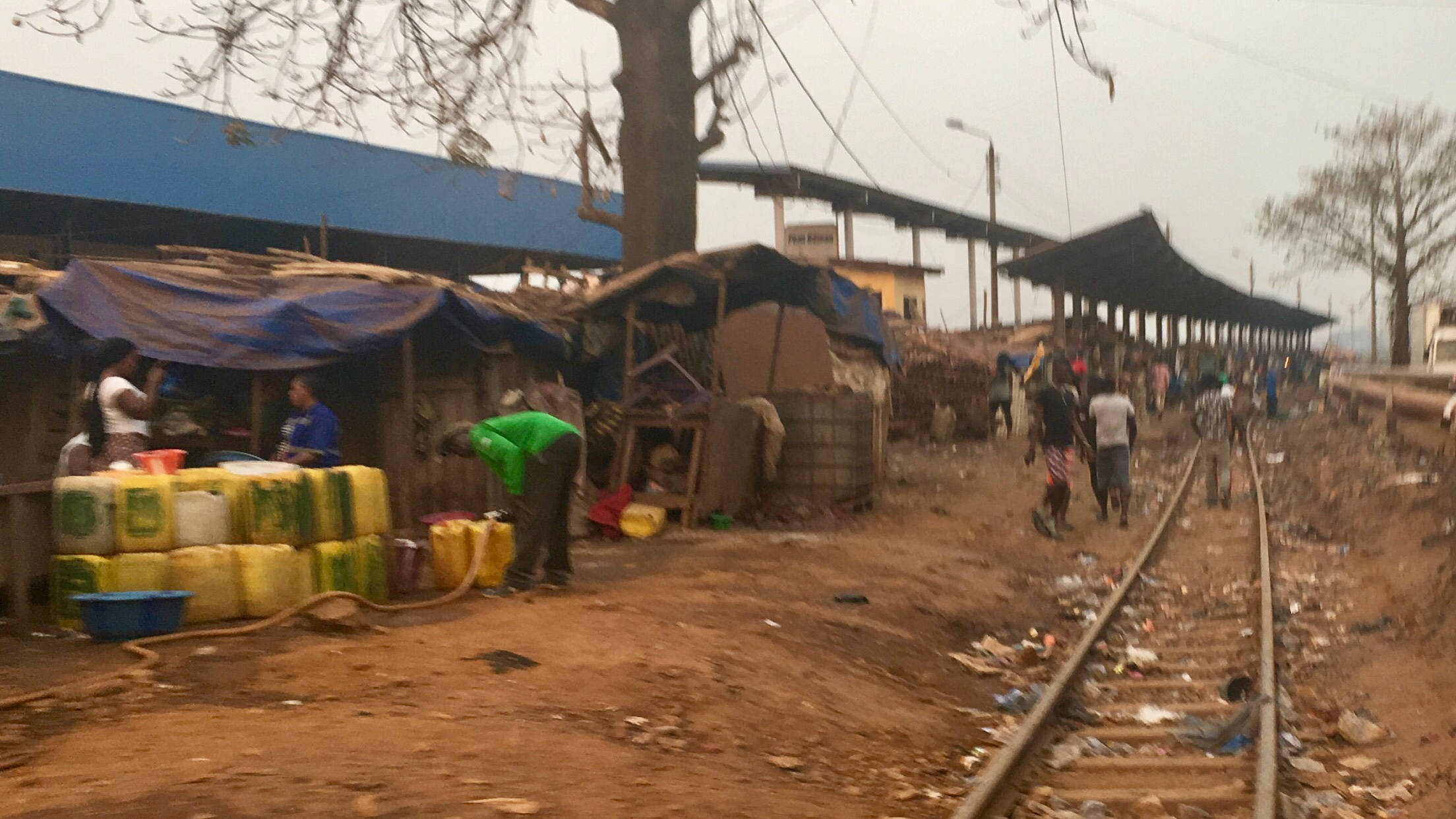
Rails abandonnés (2019).